# Bylgides annenkovae
Bylgides annenkovae är en ringmaskart som beskrevs av Pettibone 1993. Bylgides annenkovae ingår i släktet Bylgides och familjen Polynoidae. Arten har ej påträffats i Sverige. Inga underarter finns listade i Catalogue of Life.